# 10 cm K 04
El 10 cm Kanone 04 (10 cm K 04) fue un cañón de campaña utilizado por Alemania en la Primera Guerra Mundial. Fue el segundo cañón pesado en utilizar el moderno sistema de retroceso adoptado por el Ejército alemán. Fue producido en reemplazo del 10 cm K 99 y el Lange 15 cm R K 92 modelo 1892. A pesar de que la versión estándar carecía de mantelete, algunos modelos, tales como el 10 cm K 04/12, estaban equipados con un escudo especial y otras modificaciones menores. Solo 32 piezas se encontraban en servicio al comienzo de la guerra.
Podía ser transportado sin desarmarse por un equipo de seis caballos, o podía desarmarse en 2 piezas (dos caballos en tandem por cada pieza) para cruzar terrenos difíciles.